# Thieschitz

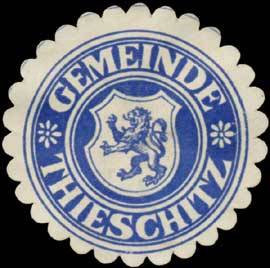
Die alte Siegelmarke bis 1919

Thieschitz bildet zusammen mit Milbitz und Rubitz den 5,3 km² großen Ortsteil Milbitz/Thieschitz/Rubitz der Stadt Gera in Thüringen mit 656 Einwohnern (Stand 31. Dezember 2011).

## Geographie

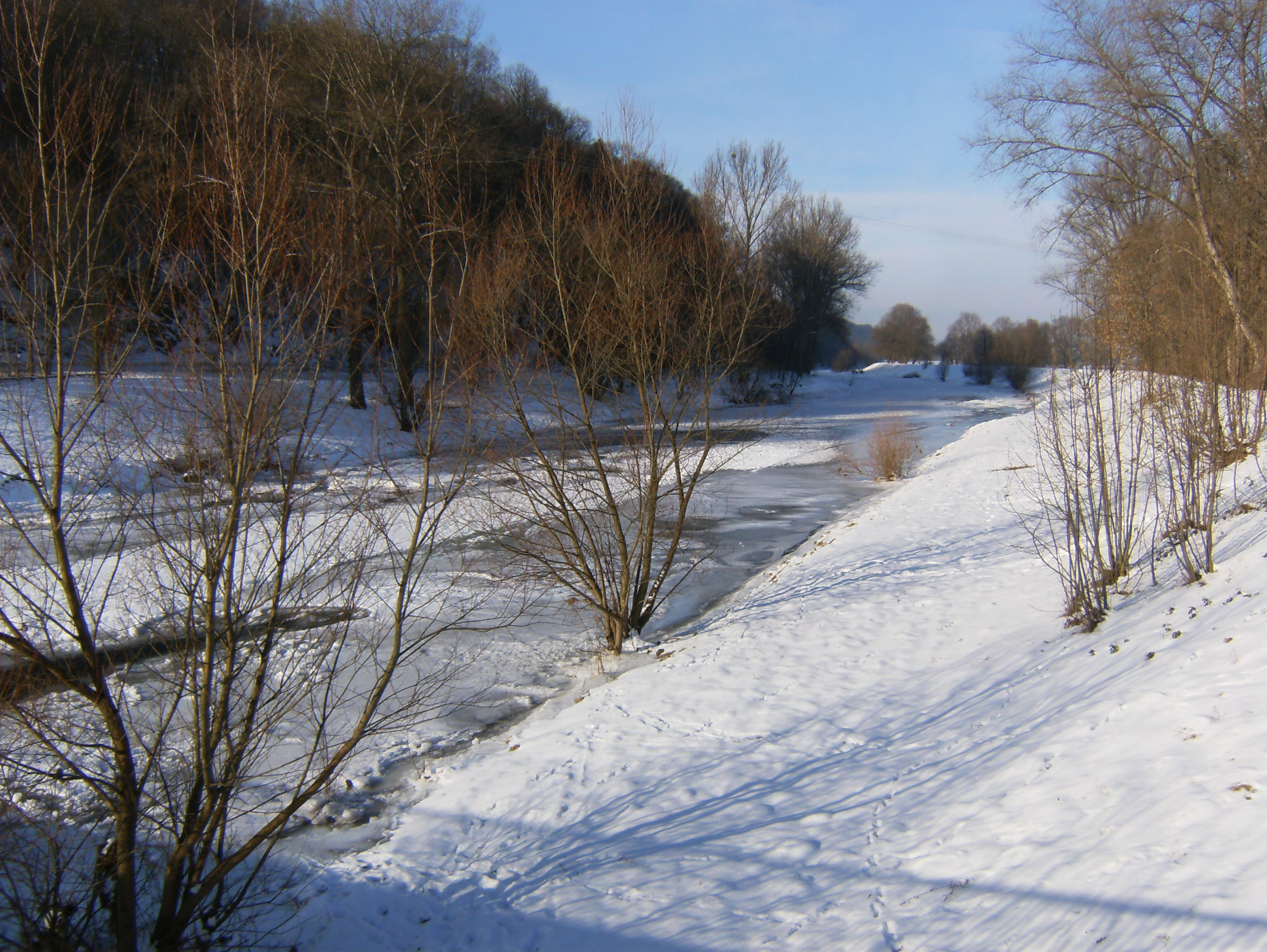
Weiße Elster bei Gera-Thieschitz, Winter 2009

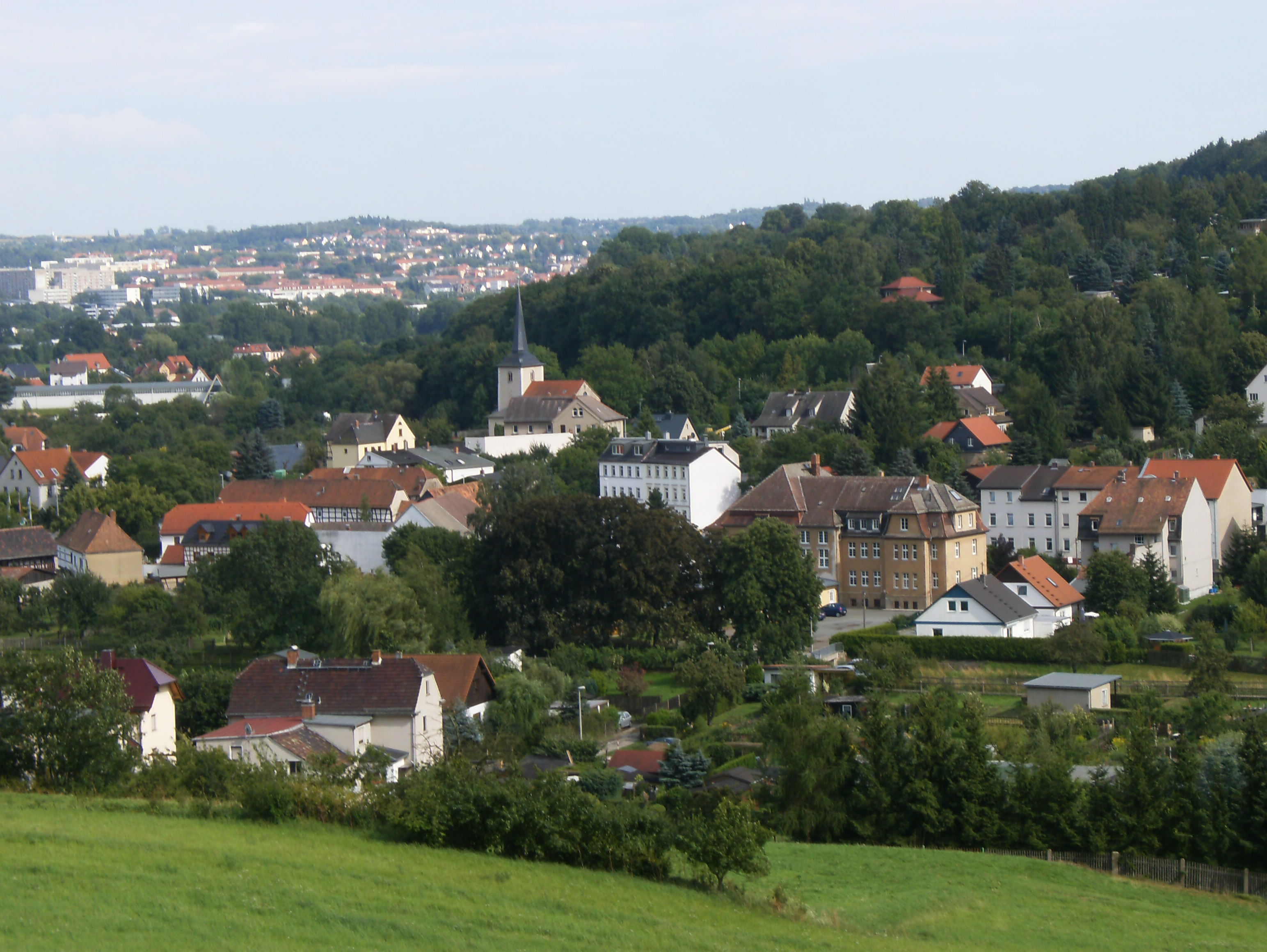
Gera-Thieschitz, Ortsansicht

Thieschitz liegt im Nordwesten der Stadt Gera in Thüringen im Erlbachtal sowie an der Mündung des Erlbachs in die Weiße Elster.

## Geschichte
Die älteste bekannte Erwähnung von Thieschitz stammt vom 23. September 1540. Heinrich von Eichigkt, Rittergutsbesitzer zu Langenberg, beurkundet Acker und Wiese mit Zins und Fron in Teschwitz. Der Ortsname lässt mehrere Deutungen zu, nämlich von techa = Trost, Lust, was auf die angenehme Lage des Ortes hindeutet, oder eine Ableitung von Djasice, Ort der Kobolde und Zwerge (→ Sagenhaftes). Im 19. und Anfang des 20. Jahrhunderts waren auch die Schreibweisen Tieschitz und Thieschütz geläufig.
Thieschitz, ein Kirch- und Pfarrdorf, war eine alte sorbische Siedlung. Auf der Cosse nordwestlich von Thieschitz wird eine vorgeschichtliche Siedlung mit Wallburg vermutet.
Erstmals sicher wird Thieschitz 1524 als Pfarrei im Dekanatsbezirk Gera im Zusammenhang mit der Erhebung von Abgaben für den Bischof von Naumburg erwähnt. Thieschitz war der kirchliche und schulische Mittelpunkt der drei Gemeinden Milbitz, Thieschitz und Rubitz. Das Patronat über die Kirche stand bis 1857 der St. Johanniskirche in Gera zu. Am 1. Januar 1919 wurde Thieschitz nach Gera eingemeindet.

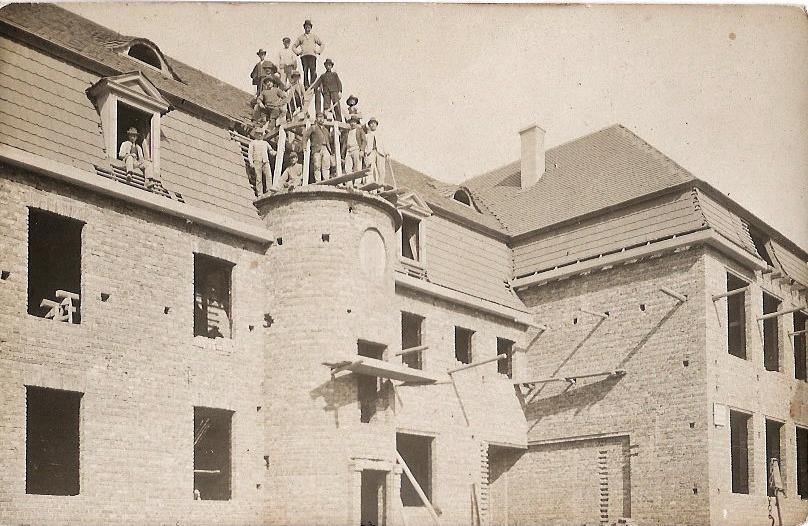
Bau der Schule, 1912

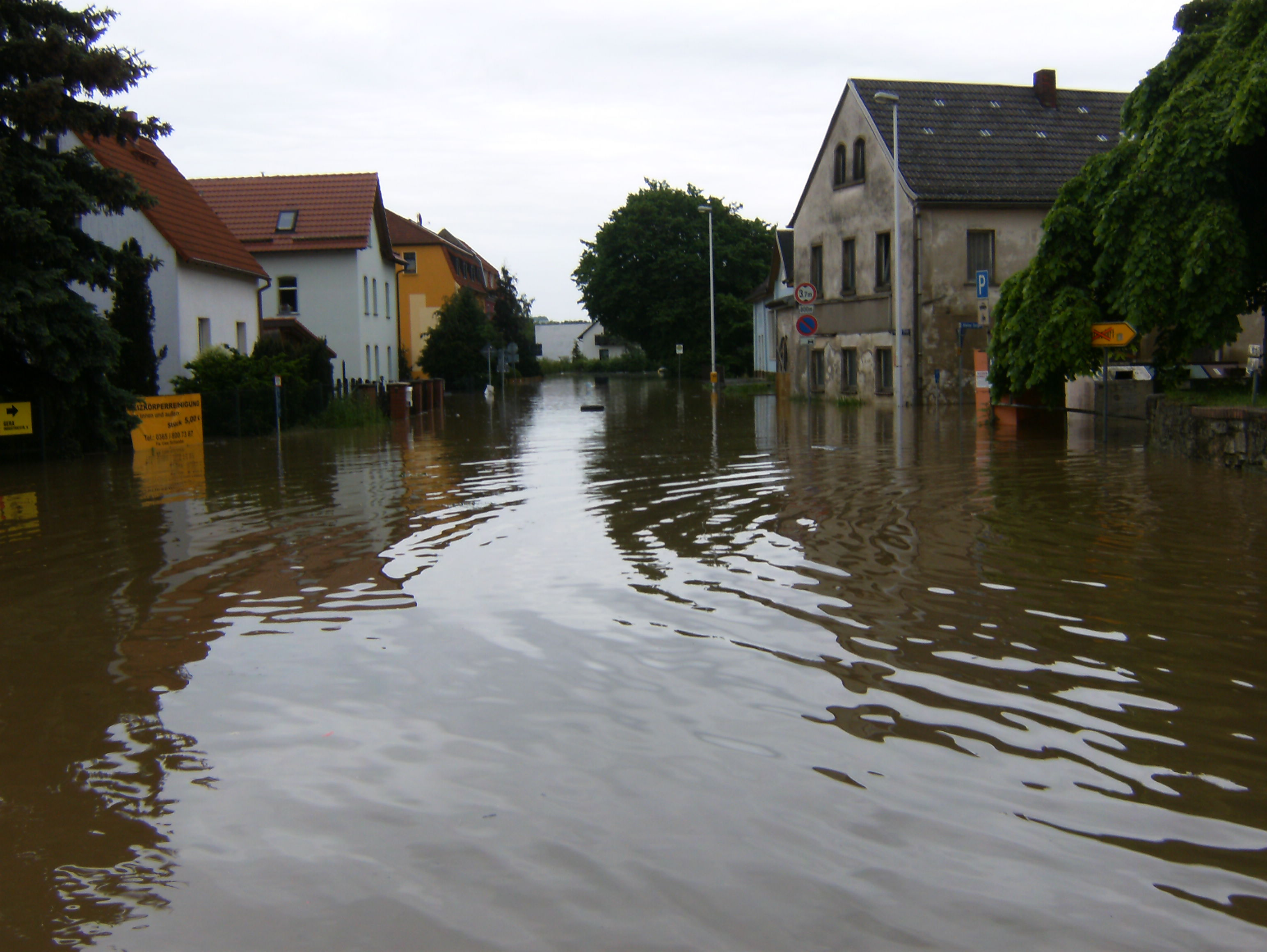
Hochwasser 4. Juni 2013.

Durch die enge Verflechtung von Kirche und Schule entwickelte sich Thieschitz auch zum Schulort der drei Dörfer. Laut einem Visitationsbericht von 1534 wird der Thieschitzer Pfarrer „bloß beibehalten, weil er das Versprechen der Besserung gab.“
1570 wird erstmals ein eigenständiges Schulhaus erwähnt, das 1837 durch einen Neubau ersetzt wird. Die „alte Schule“ (heute Wohnhaus) steht neben dem Pfarrhof, die „neue Schule“ in der Thieschitzer Straße wurde 1912 eingeweiht. 1977 erfolgte hier die letzte Einschulung, 1981 wurde der Schulstandort aufgegeben und der örtliche Kindergarten in das Gebäude verlegt. Nachdem auch der Kindergarten geschlossen worden war, erwarb die AMSA Akademie für medizinische und soziale Ausbildung 1996 das Gebäude. Seit September 2009 ist auch diese geschlossen.
1791 brannten durch Blitzschlag drei Hofstellen samt Nebengebäuden nieder. Schwere Schäden im Ort verursachten die Hochwasser von 1953, 1981 und erneut das Hochwasser von 2013.

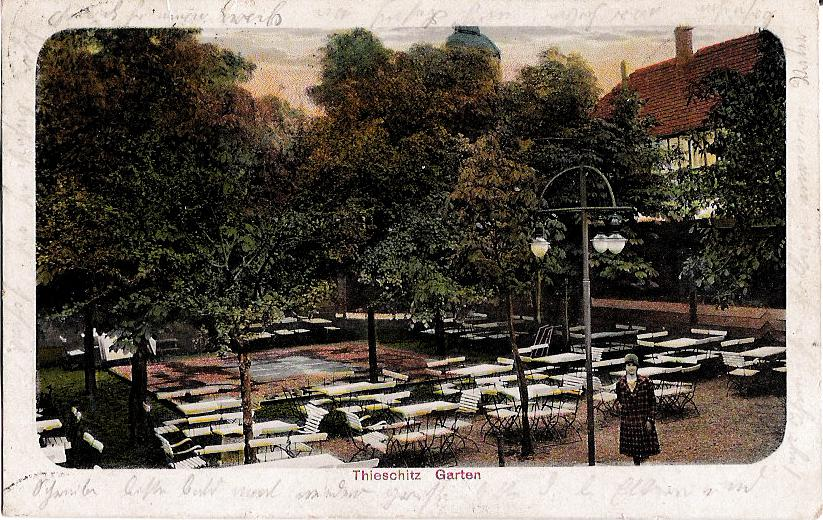
Scheffels Gasthof auf einer Postkarte von 1914. 1948 beging die beliebte Ausflugsgaststätte ihr 125-jähriges Jubiläum; seit 1990 leer stehend ist er nun dem Verfall preisgegeben.

Außer dem Kindergarten wurden nach der Wende auch der Konsum, die Gemeindeschwesternstation, der Bahnhof und die Poststelle geschlossen. Letztere wurde 1993 in den sechziger Jahren einem Seitenbau von „Scheffels Gasthof“ eingesiedelten Konsum verlagert und wurde als erste dieser Art in Thüringen in Anwesenheit des damaligen Bundespostministers Kurt Bodewig ihrer Bestimmung übergeben. Der über 150-jährige „Scheffels Gasthof“ (in den fünfziger Jahren noch groß als ältester dauerhaft betriebener Gasthof der Stadt Gera gefeiert) bzw. der Konsum wurden 1990 bzw. 1995 geschlossen – die Poststelle wurde nach kurzem Leben ebenso Geschichte wie der alte Gasthof und der Konsum; das Gebäude ist nach Hochwasser- und Leitungsfrostschäden im Verfall begriffen.
Seit der Ablösung der ursprünglich slawischen Siedler vom heidnischen Glauben ist Thieschitz Kirchort der drei Dörfer Milbitz, Thieschitz und Rubitz. Die evangelische Kirche gehört heute als Parochialkirche zur Pfarrei St. Marien in Gera-Untermhaus. Die den Ort seit 1875 schneidende Weimar-Geraer Bahn war 1913 mit der Eröffnung des Bahnhofes nutzbar geworden, was in den folgenden Jahren Thieschitz nicht nur zum beliebten Ausflugsort mit mehreren großen Gaststätten, sondern auch als Wohnort für die Gerschen attraktiv machte. Der Haltepunkt Thieschitz wurde Ende der 1990er Jahre aus dem Streckenplan genommen, das Bahnhofsgebäude ist nun in Privatbesitz.

## Sagen
In der heute nur noch rudimentär als überwachsene Felswand existierenden Großen Zwerghöhle nördlich von Thieschitz an der Straße nach Bad Köstritz (auch Stublacher Zwergenhöhle genannt – die Elster hatte damals noch einen anderen Lauf als heute nach der Regulierung) und der sogenannten kleinen Zwergenhöhle zwischen Milbitz und Untermhaus hat der Sage nach früher der Zwergenkönig Coryllis mit seinem Völklein gewohnt. Um mit ihnen in Kontakt zu treten, musste man des Nachts dreimal den Namen Coryllis’ rufen und drei Elsterkiesel rücklings in die Höhle werfen, denn Coryllis mit seinem Volk war als Helfer und Ratgeber in manchen Nöten geschätzt. Es wurde gesagt, wer Zwerge auf dem Hof hat, dem ist das Glück hold, denn die Zwerge hüteten das Vieh, halfen bei der Haus- und Stallarbeit. Besonders den Bauern von Stublach sollen sie sehr gewogen gewesen sein.
Das vorwitzige Zwergenvolk, das Tausende gezählt haben soll, ärgerte mit der Zeit auch die Bewohner der umliegenden Orte und leistete sich manchen Schabernack. Ihnen wurde nun nachgesagt, sie würden kleine Kinder vertauschen, sie wurden den Menschen gegenüber boshaft und vor allem stahlen sie Brot. So beschlossen die Thieschitzer Bauern Gegenwehr, sie bewaffneten sich mit Knüppeln und zogen gegen die Zwerge zu Felde – ohne Erfolg, denn bei Herannahen der wütenden Bauern stülpten die Zwerge einfach ihre Tarnkappen über und wurden unsichtbar.
Also griff man zu einer List und versetzte das Brot mit Fenchel und Kümmel, was dem Zwergenvölkchen nicht bekam und so verließen diese das ungastliche Elstertal mit unbekanntem Ziel. Einzig ein Langenberger Fischer, der sie in dunkler Nacht ans andere Elsterufer übersetzte, wurde fürstlich mit einem Hut voll sogenannten Zwergelgoldes entlohnt.
Der Lage nach dürfte diese Große Zwerghöhle als heidnische Kultstätte gedient haben. Es ist überliefert, dass selbst in den Resten der Höhle, die bis ins 19. Jahrhundert als Steinbruch genutzt wurde und schließlich in den zwanziger Jahren dem Bau der Straße nach Bad Köstritz zum Opfer fiel, ein eigentümliches Echo geherrscht haben soll, welches zur Zeit, als die Höhle noch nicht als Steinbruch ausgebeutet worden war, wohl dem Zauber dieses Platzes etwas geradezu Magisches gegeben haben muss. Mit Hinwendung zum Christentum blieb wohl dieser Platz im Volksbewusstsein erhalten und so entstand die Sage vom Zwergenkönig Coryllis. Der Diebstahl des Brotes dürfte wohl recht irdischer Natur gewesen und (im Interesse des nachbarlichen Friedens) den Zwergen angedichtet worden sein.
Um sich eine Vorstellung von der Größe dieser zerstörten Höhle zu machen, sei erwähnt, dass nach dem Großen Stadtbrand 1780 in Gera über tausend Menschen dort für etliche Zeit gelebt haben sollen.

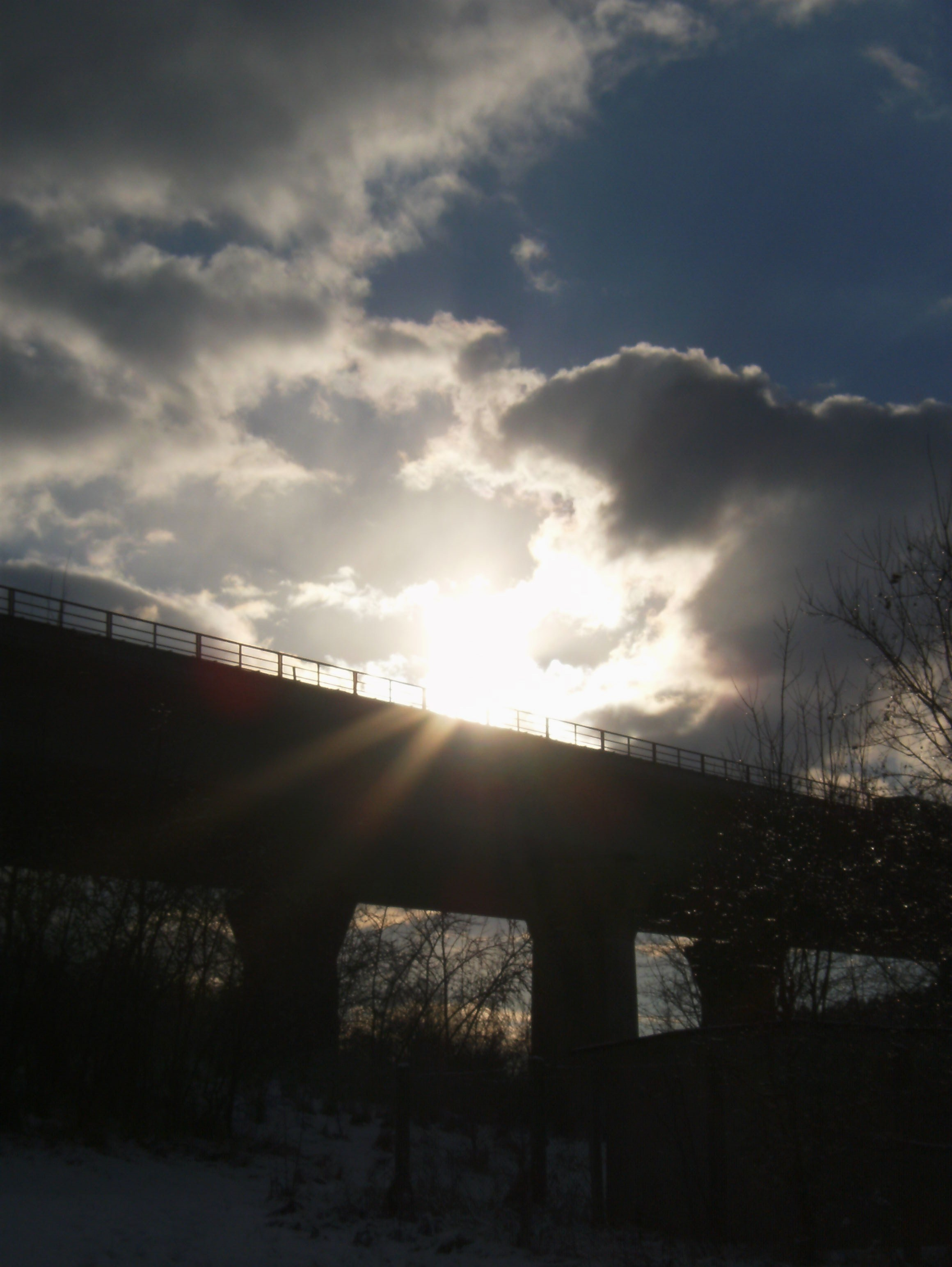
Autobahnbrücke Thieschitz

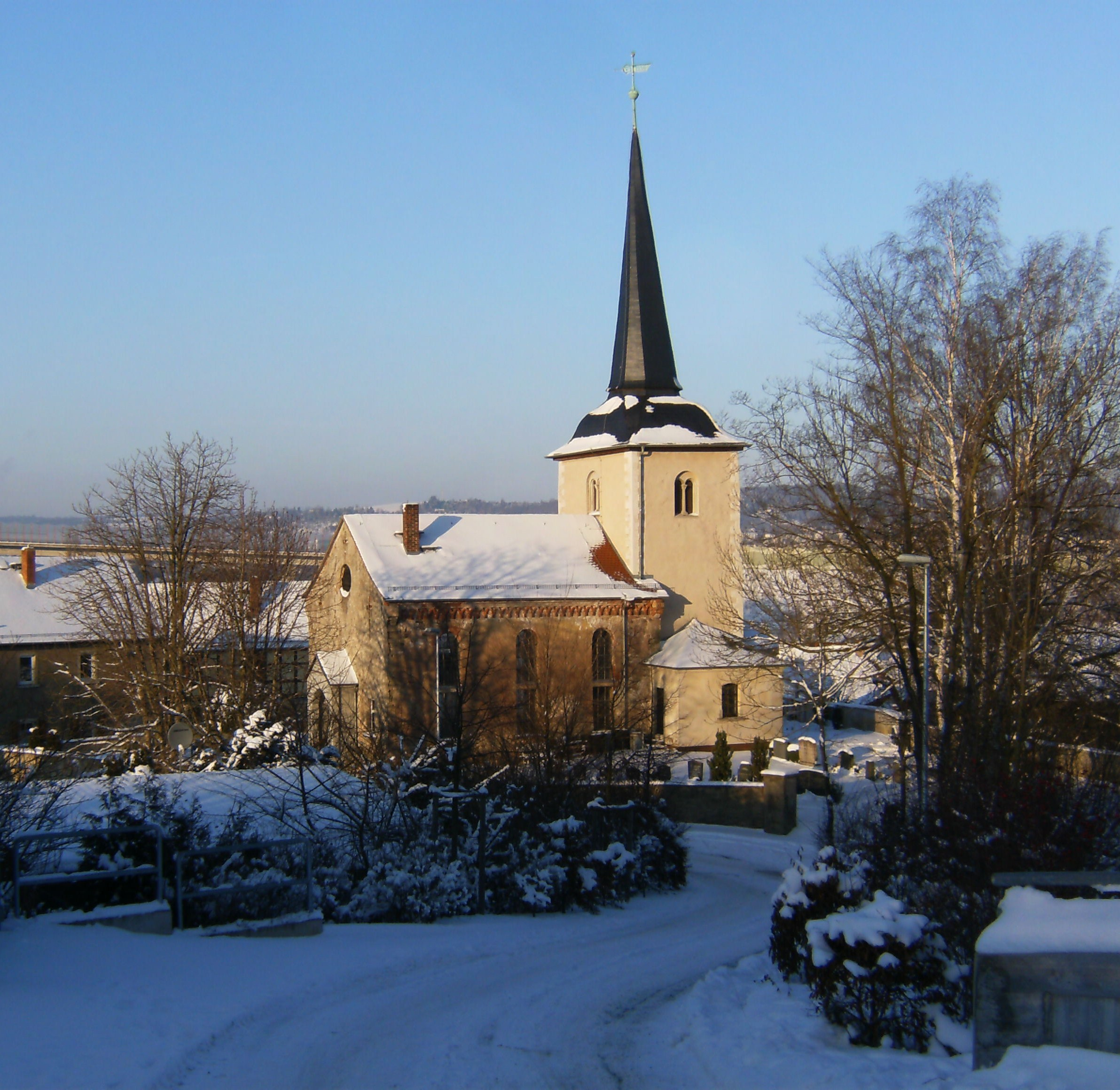
Gera-Thieschitz, Kirche

## Politik
Seit 2001 besteht ein gemeinsamer Ortsteilrat (ehemals Ortschaftsrat) der Ortschaften Milbitz, Thieschitz und Rubitz.
Ortsteilbürgermeister für Milbitz, Thieschitz und Rubitz ist seit September 2013 Norbert Geißler.
Ortsteilbürgermeister
| 2001–2004         | 2004–2009         | 2009–2013         | 2013                  | 2013/2014       | 2014–2019       | 2019–2024       | 2024–2029       |
| ----------------- | ----------------- | ----------------- | --------------------- | --------------- | --------------- | --------------- | --------------- |
| Christine Türpitz | Christine Türpitz | Christine Türpitz | Michael Möbius (amt.) | Norbert Geißler | Norbert Geißler | Norbert Geißler | Norbert Geißler |

Mitglieder des Ortsteilrates
| 2001–2004              | 2004–2009       | 2009–2014                       | 2014–2019      | 2019–2024                                                    | 2024–2029        |
| ---------------------- | --------------- | ------------------------------- | -------------- | ------------------------------------------------------------ | ---------------- |
| Bernd Fehse            | Bernd Fehse     | Bernd Fehse                     | Bernd Fehse    | Bernd Fehse                                                  | Bernd Fehse      |
| Joachim Kühl           | Joachim Kühl    | Norbert Geißler (seit Mai 2012) | Jana Koch      | Jana Hutschenreuter bis 09/2021/ ab 09/2021 Jana Wetzig-Koch | Jana Wetzig-Koch |
| Katrin Lippmann        | Katrin Lippmann | Joachim Kühl                    | Joachim Kühl   | Joachim Kühl bis 10/2023 / ab 10/2023 Ralf Anske             | Katharina Rempke |
| Michael Möbius         | Monika Löther   | Katrin Lippmann (bis Mai 2012)  | Monika Löther  | Monika Löther                                                | Christian Rost   |
| Christian Steinbrenner | Michael Möbius  | Monika Löther                   | Michael Möbius | Michael Möbius                                               | Michael Möbius   |
| Roland Zschach         | Roland Zschach  | Michael Möbius                  | Roland Zschach | Roland Zschach                                               | Roland Zschach   |
|                        |                 |                                 |                |                                                              |                  |

## Entwicklung der Einwohnerzahl
| Jahr      | 1647 | 1794 | 1864 | 1867 | 1919 | 2003 | 2020 |
| Einwohner | 49   | 64   | 115  | 129  | 414  | 383  | 371  |

## Bauwerke
Dorfkirche Thieschitz.– Eine erste Kirche wurde vermutlich um 1200 erbaut und nach der 1533 erfolgten Reformation der Gemeinde um 1541 durch einen steinernen Neubau ersetzt. 1851 wurde der Turm mit Schweifkuppel und Spitzhelm versehen. Seine heutige Gestalt erhielt das ursprünglich dem Hl. Nikolaus geweihte Gotteshaus 1867 durch Um- und nahezu völligen Neuaufbau. Die Orgel von Christoph Opitz stammt aus demselben Jahr.
Im Jahre 1933 wurde von den Deutschen Christen ein Hakenkreuz auf der Turmspitze angebracht, das erst durch Entscheidung des NS-Gauleiters Sauckel 1939 wieder abgenommen wurde. 1967 wurden zwei der drei Emporen entfernt und der alte Hochaltar durch einen schlichten Tischaltar ersetzt. Erhalten blieb nur das Kruzifix von 1768.

## Verkehr

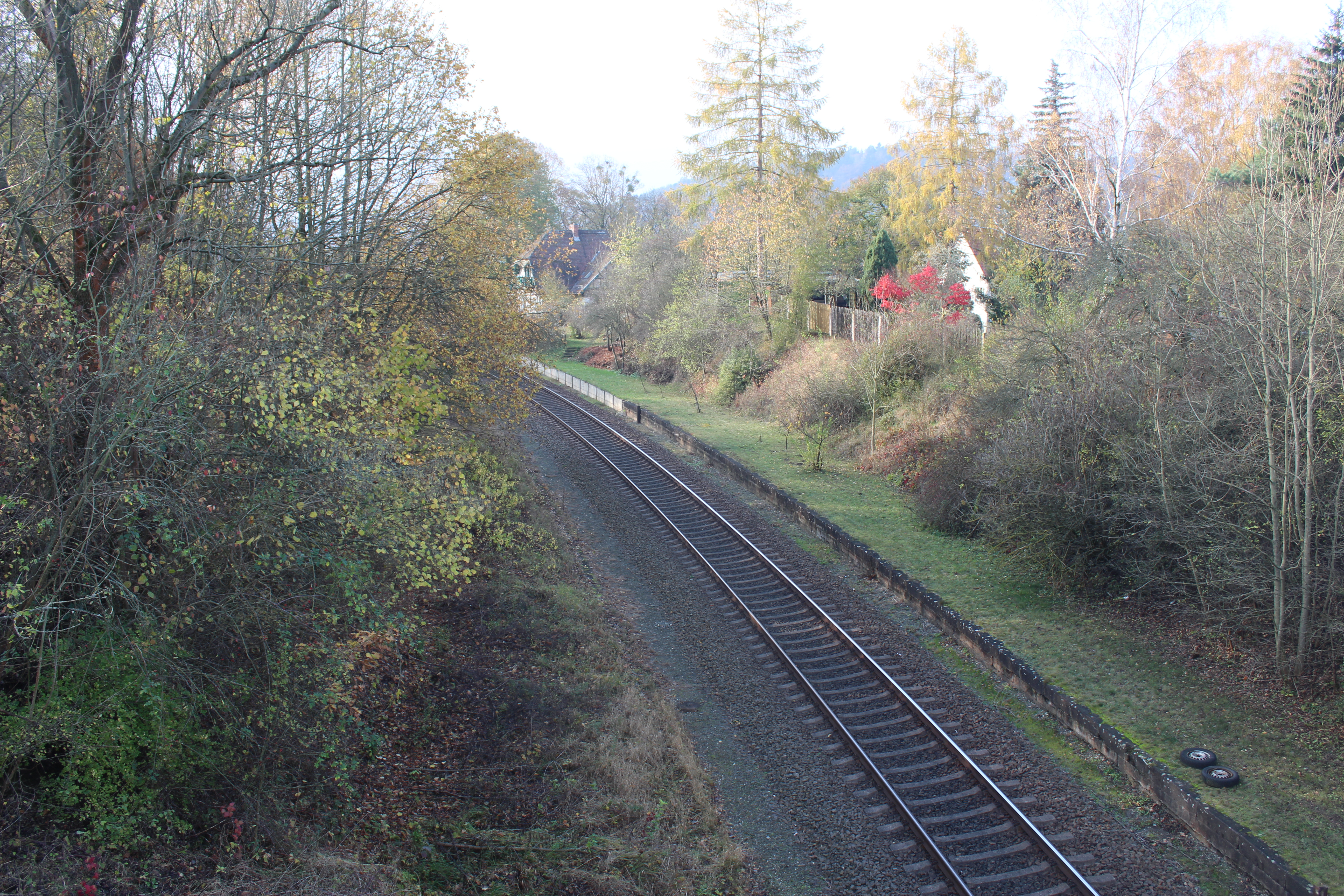
Ehemaliger Haltepunkt Gera-Thieschitz (2017)

- Der Ort ist unmittelbar an der Bundesautobahn 4 gelegen und erreichbar über die BAB-Anschlussstelle 57 Rüdersdorf; am Ortsrand erhebt sich die in den neunziger Jahren erneuerte und sechsspurig ausgebaute Talbrücke Thieschitz.[10] Durch den Ort führt die L 1070.
- Seit 1979 führt ein 55 Meter langer Fußgängersteg über die Elster nach Stublach und Langenberg.
- Mit dem ÖPNV ist Thieschitz ab Gera-Untermhaus mit der Buslinie 20 der Verkehrs- und Betriebsgesellschaft Gera erreichbar.
- Die nächstgelegenen Bahnhöfe befinden sich in Töppeln, Bad Köstritz und Gera (Hauptbahnhof).

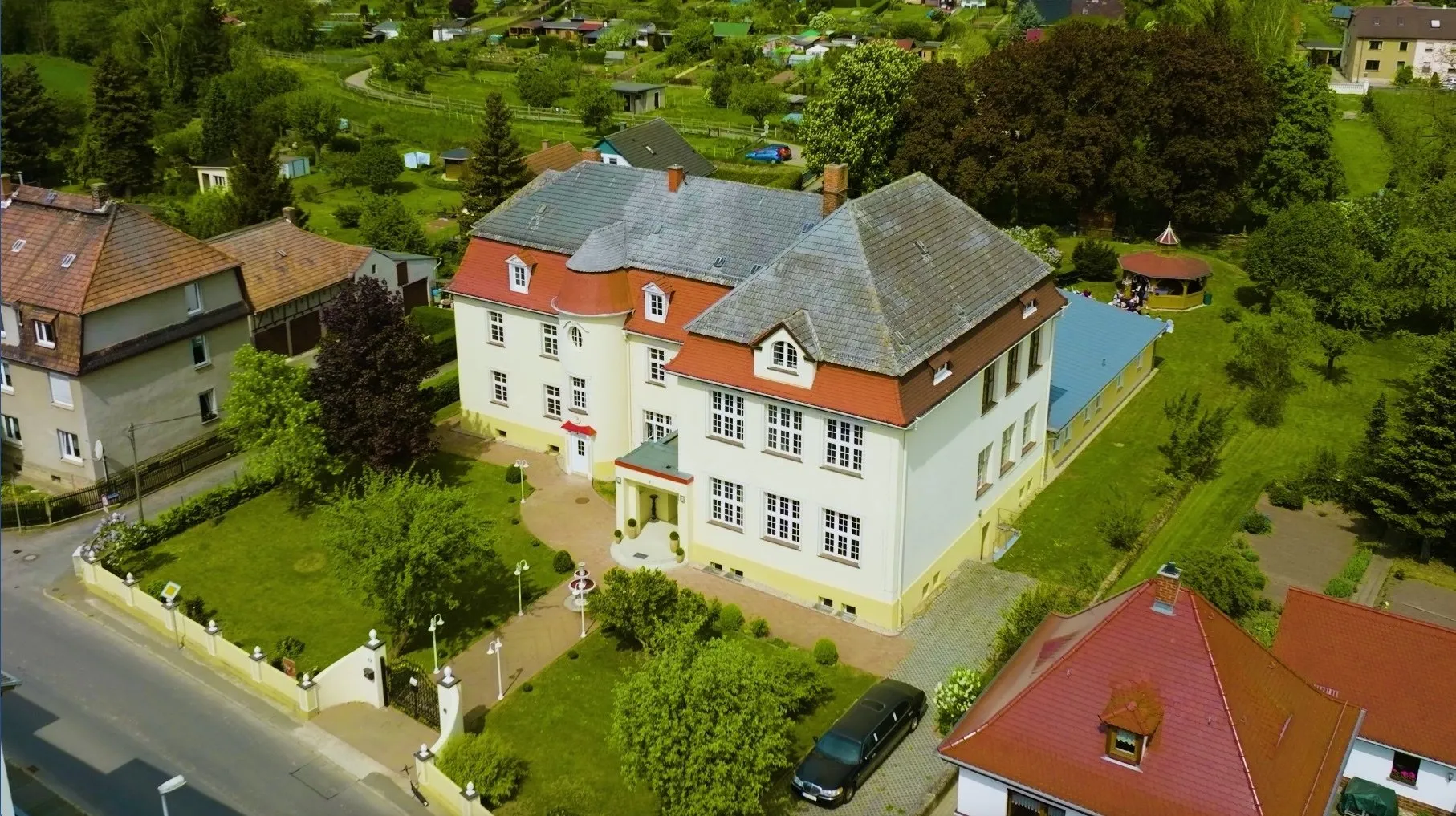
Ehemalige Schule in Thieschitz, entwickelte sich zu einem musikalischen Kleinod. Als heutige Villa D’Aragon finden in dem Haus Konzerte, Lesungen und auch Hochzeiten statt.

## Bildung
In Thieschitz existierte bis 2009 die AMSA Akademie für medizinische und soziale Ausbildung, eine staatlich anerkannte Höhere Berufsfachschule für Ergotherapie. Sie hatte ihren Sitz in der ehemaligen Schule.
Nächstgelegene Kindereinrichtungen sind
- Kindertagesstätte Kinderparadies in Gera-Unterhaus.

Zuständige Grundschule ist die
- Staatliche Grundschule Otto Dix in Gera-Untermhaus.

Nächstgelegene Regelschule ist die
- Staatliche Regelschule Otto Dix Gera-Untermhaus.

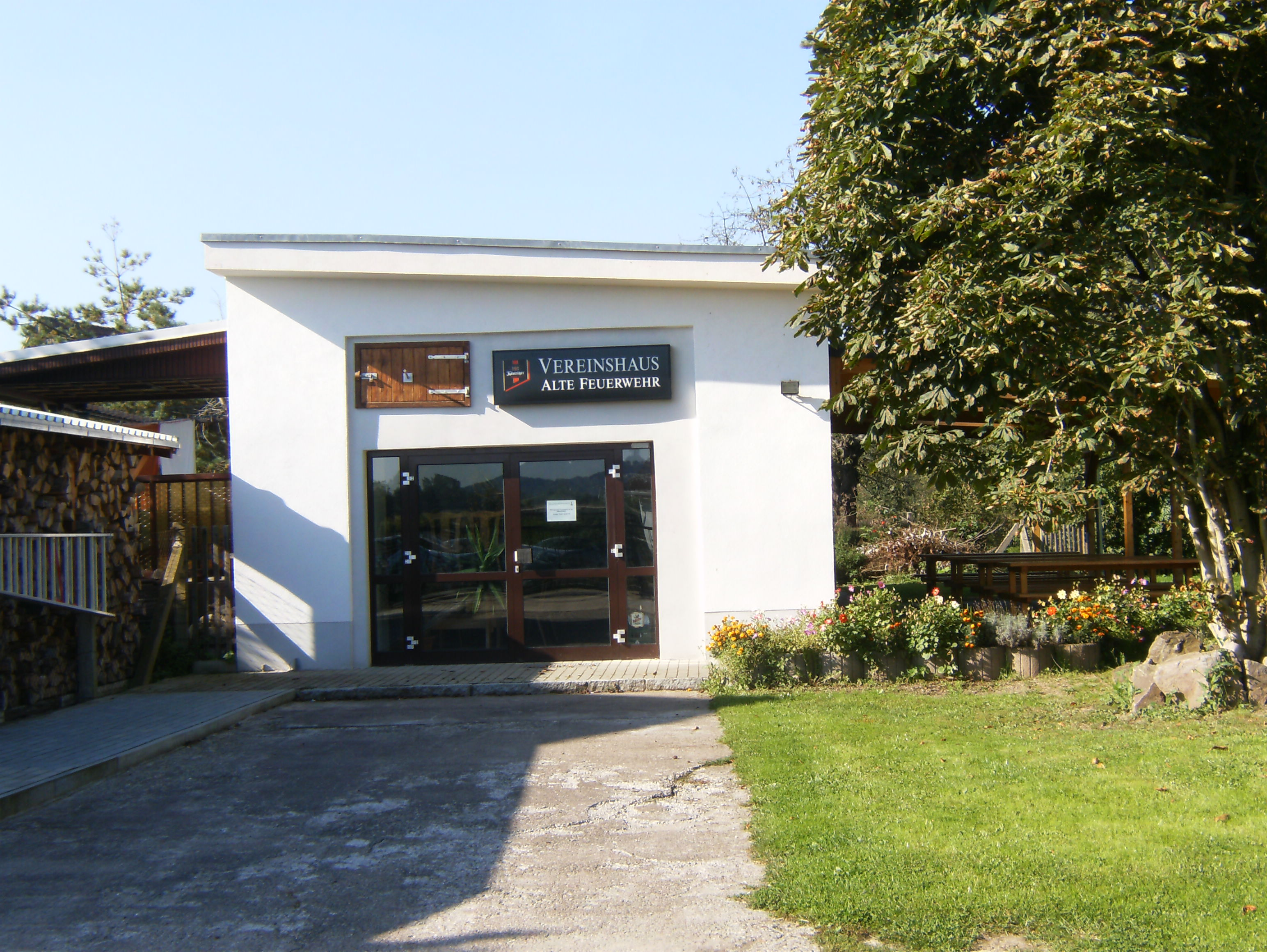
Thieschitz, Vereinsheim „Alte Feuerwehr“

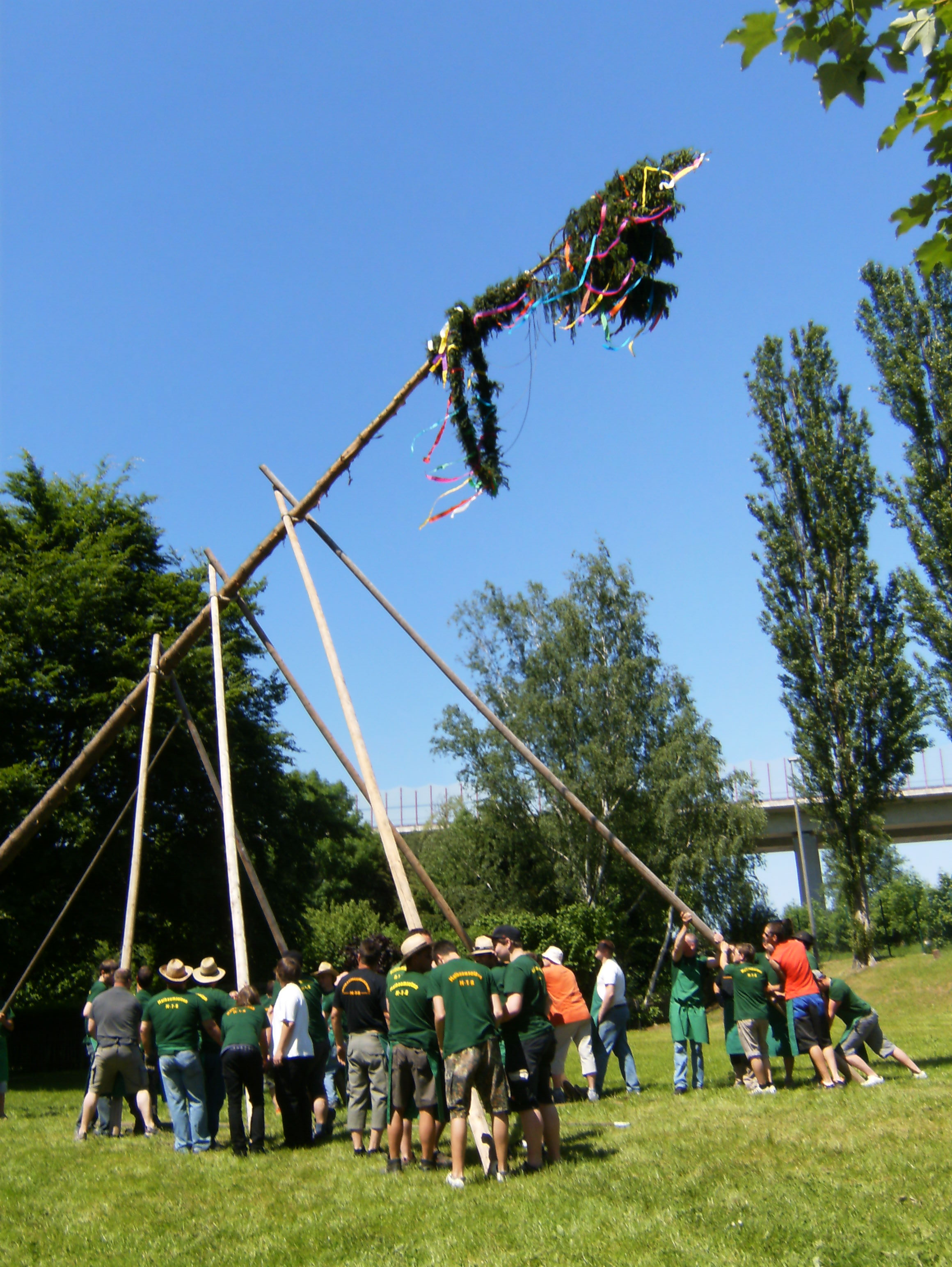
Maibaumsetzen 5. Juni 2010

## Vereinsleben
Das ehemalige Feuerwehrhaus Thieschitz ist seit 2005 Vereinsheim der Maibaumgesellschaft Milbitz-Thieschitz-Rubitz e. V. Neben zahlreichen anderen Aktivitäten ist der jährliche Höhepunkt das Maibaumsetzen. Im hinteren Teil des Gebäudes befindet sich das Büro des Ortsteilbürgermeisters.
Der MTR Saftfest und Kulturverein führt seit 2019 in Rubitz immer am 2. Wochenende im Oktober, in Anlehnung des Erntedankfestes, das Saftfest durch. Hier dreht sich alles um die Verwertung des angebauten Obstes.

## Persönlichkeiten
- Friedrich Eduard Mackroth (1807–1866), Pfarrer in Thieschitz und Pionier der Zechsteinforschung in Gera.
- Christoph Gottlieb Steinbeck (1766–1818), Publizist.
- Olaf Ludwig (* 1960), ehemaliger Radprofi.